# Robin Dixon
Thomas Valerian Dixon, detto Robin (Londra, 21 aprile 1935), è un ex bobbista britannico.

## Biografia
Studiò a Eton e Grenoble in Francia ed in seguito si arruolò nei Grenadier Guards dal 1954 al 1966. Ai IX Giochi olimpici invernali (edizione disputatasi nel 1964 a Innsbruck, Austria) vinse la medaglia d'oro nel Bob a due con il connazionale Tony Nash partecipando per la nazionale britannica, superando le due formazioni italiane.
Il tempo totalizzato fu di 4:21,90 con un distacco minimo rispetto alle altre squadre classificate: 4:22,02 e 4:22,63 i loro tempi.
Inoltre ai campionati mondiali vinse diverse medaglie:
- nel 1963, medaglia di bronzo nel bob a due con Anthony James Nash[3]
- nel 1965, medaglia d'oro nel bob a due con Anthony James Nash
- nel 1966, medaglia di bronzo nel bob a due con Anthony James Nash.

Si sposò tre volte, ed ebbe tre figli dalla prima moglie Rona, da cui divorziò nel 1975, l'ultima moglie si chiama Margaret.

## Ascendenza
|                                   |                                    |                                       | Genitori                                |  |  | Nonni |  |  | Bisnonni                      |  |  | Trisnonni    |  |
|                                   |                                    |                                       |                                         |  |  |       |  |  | Sir Daniel Dixon, I baronetto |  |  | Thomas Dixon |  |
|                                   |                                    |                                       |                                         |  |  |       |  |  | Sir Daniel Dixon, I baronetto |  |  | Thomas Dixon |  |
|                                   |                                    | Sarah McCambridge                     |                                         |  |  |       |  |  | Sir Daniel Dixon, I baronetto |  |  |              |  |
| Herbert Dixon, I barone Glentoran |                                    |                                       |                                         |  |  |       |  |  | Sir Daniel Dixon, I baronetto |  |  |              |  |
|                                   |                                    | Annie Shaw                            | James Shaw                              |  |  |       |  |  |                               |  |  |              |  |
|                                   |                                    | Annie Shaw                            | James Shaw                              |  |  |       |  |  |                               |  |  |              |  |
|                                   |                                    | Annie Shaw                            | …                                       |  |  |       |  |  |                               |  |  |              |  |
| Daniel Dixon, II barone Glentoran |                                    | Annie Shaw                            |                                         |  |  |       |  |  |                               |  |  |              |  |
|                                   |                                    | John Bingham, V barone Clanmorris     | John Bingham, IV barone Clanmorris      |  |  |       |  |  |                               |  |  |              |  |
|                                   |                                    | John Bingham, V barone Clanmorris     | John Bingham, IV barone Clanmorris      |  |  |       |  |  |                               |  |  |              |  |
|                                   |                                    | John Bingham, V barone Clanmorris     | Sarah Selina Persse                     |  |  |       |  |  |                               |  |  |              |  |
| Emily Ina Florence Bingham        |                                    | John Bingham, V barone Clanmorris     |                                         |  |  |       |  |  |                               |  |  |              |  |
|                                   |                                    | Matilda Catherine Maude Ward          | Robert Edward Ward                      |  |  |       |  |  |                               |  |  |              |  |
|                                   |                                    | Matilda Catherine Maude Ward          | Robert Edward Ward                      |  |  |       |  |  |                               |  |  |              |  |
|                                   |                                    | Matilda Catherine Maude Ward          | Harriette Ward                          |  |  |       |  |  |                               |  |  |              |  |
| Robin Dixon, III barone Glentoran |                                    | Matilda Catherine Maude Ward          |                                         |  |  |       |  |  |                               |  |  |              |  |
|                                   | William Wellesley, II conte Cowley | Henry Wellesley, I conte Cowley       |                                         |  |  |       |  |  |                               |  |  |              |  |
|                                   | William Wellesley, II conte Cowley | Henry Wellesley, I conte Cowley       |                                         |  |  |       |  |  |                               |  |  |              |  |
|                                   | William Wellesley, II conte Cowley | Olivia FitzGerald-de Ros              |                                         |  |  |       |  |  |                               |  |  |              |  |
| Henry Wellesley, III conte Cowley | William Wellesley, II conte Cowley |                                       |                                         |  |  |       |  |  |                               |  |  |              |  |
|                                   |                                    | Emily Williams                        | Thomas Peers Williams                   |  |  |       |  |  |                               |  |  |              |  |
|                                   |                                    | Emily Williams                        | Thomas Peers Williams                   |  |  |       |  |  |                               |  |  |              |  |
|                                   |                                    | Emily Williams                        | Emily Bacon                             |  |  |       |  |  |                               |  |  |              |  |
| Lady Diana Wellesley              |                                    | Emily Williams                        |                                         |  |  |       |  |  |                               |  |  |              |  |
|                                   |                                    | Sir Francis Stapleton, VIII baronetto | Francis Jarvis Stapleton, VII baronetto |  |  |       |  |  |                               |  |  |              |  |
|                                   |                                    | Sir Francis Stapleton, VIII baronetto | Francis Jarvis Stapleton, VII baronetto |  |  |       |  |  |                               |  |  |              |  |
|                                   |                                    | Sir Francis Stapleton, VIII baronetto | Margaret Airey                          |  |  |       |  |  |                               |  |  |              |  |
| Clare Stapleton                   |                                    | Sir Francis Stapleton, VIII baronetto |                                         |  |  |       |  |  |                               |  |  |              |  |
|                                   |                                    | Mary Gladstone                        | Adam Gladstone                          |  |  |       |  |  |                               |  |  |              |  |
|                                   |                                    | Mary Gladstone                        | Adam Gladstone                          |  |  |       |  |  |                               |  |  |              |  |
|                                   |                                    | Mary Gladstone                        | Caroline Walker                         |  |  |       |  |  |                               |  |  |              |  |
|                                   |                                    | Mary Gladstone                        |                                         |  |  |       |  |  |                               |  |  |              |  |